# والتر لانتز
والتر بنيامين لانس (بالإنجليزية: Walter Lantz)‏ (27 أبريل 1899  - 22 مارس 1994) كان رسام كارتون ورسوم متحركة ومنتج أفلام ومخرج وممثل أمريكي إشتهر بتأسيسه شركة والتر لانتس للإنتاج ويعتبر مبتكر شخصية وودي نقار الخشب و البطريق شيلي ويلي.

## روابط خارجية
- والتر لانتز على موقع IMDb (الإنجليزية)
- والتر لانتز على موقع الموسوعة البريطانية (الإنجليزية)
- والتر لانتز على موقع ألو سيني (الفرنسية)
- والتر لانتز على موقع تيرنر كلاسيك موفيز (الإنجليزية)
- والتر لانتز على موقع أول موفي (الإنجليزية)
- والتر لانتز على موقع قاعدة بيانات الأفلام السويدية (السويدية)
- والتر لانتز على موقع قاعدة بيانات الفيلم (الإنجليزية)
- والتر لانتز على موقع كينوبويسك (الروسية)